# 10097 Humbroncos
10097 Humbroncos eller 1991 RV16 är en asteroid i huvudbältet som upptäcktes den 15 september 1991 av den amerikanske astronomen Henry E. Holt vid Palomarobservatoriet. Den är uppkallad till minne av 16 personer som omkom i en bussolycka i Kanada.
Asteroiden har en diameter på ungefär 3 kilometer.